# Chrosiothes sudabides
Chrosiothes sudabides là một loài nhện trong họ Theridiidae.
Loài này thuộc chi Chrosiothes. Chrosiothes sudabides được Friedrich Wilhelm Bösenberg & Embrik Strand miêu tả năm 1906.